# آرشي ستايلز
آرشي ستايلز (بالإنجليزية: Archie Styles)‏ هو لاعب كرة قدم بريطاني في مركز ظهير ‏، ولد في 3 سبتمبر 1949 في ليفربول في المملكة المتحدة. لعب مع برمنغهام سيتي ونادي إيفرتون ونادي بورتسموث ونادي بيتربورو يونايتد.